# Pardaliscella lavrovi
Pardaliscella lavrovi är en kräftdjursart som beskrevs av Gurjanova 1934. Pardaliscella lavrovi ingår i släktet Pardaliscella och familjen Pardaliscidae. Inga underarter finns listade i Catalogue of Life.